# بخش مرکزی شهرستان کنارک
بخش مرکزی، یکی از بخش‌های شهرستان کنارک در استان سیستان و بلوچستان ایران است. مرکز این بخش، شهر کنارک است.

## تقسیمات کشوری
- بخش مرکزی شهرستان کنارک
  - دهستان جهلیان
  - دهستان بانسنت

شهرها: کنارک و شهر جدید تیس

## جمعیت
بر پایه سرشماری عمومی نفوس و مسکن در سال ۱۳۹۵، جمعیت بخش مرکزی شهرستان کنارک برابر با ۶۴٬۶۱۹ نفر بوده‌است.